# Tomas Bertelman

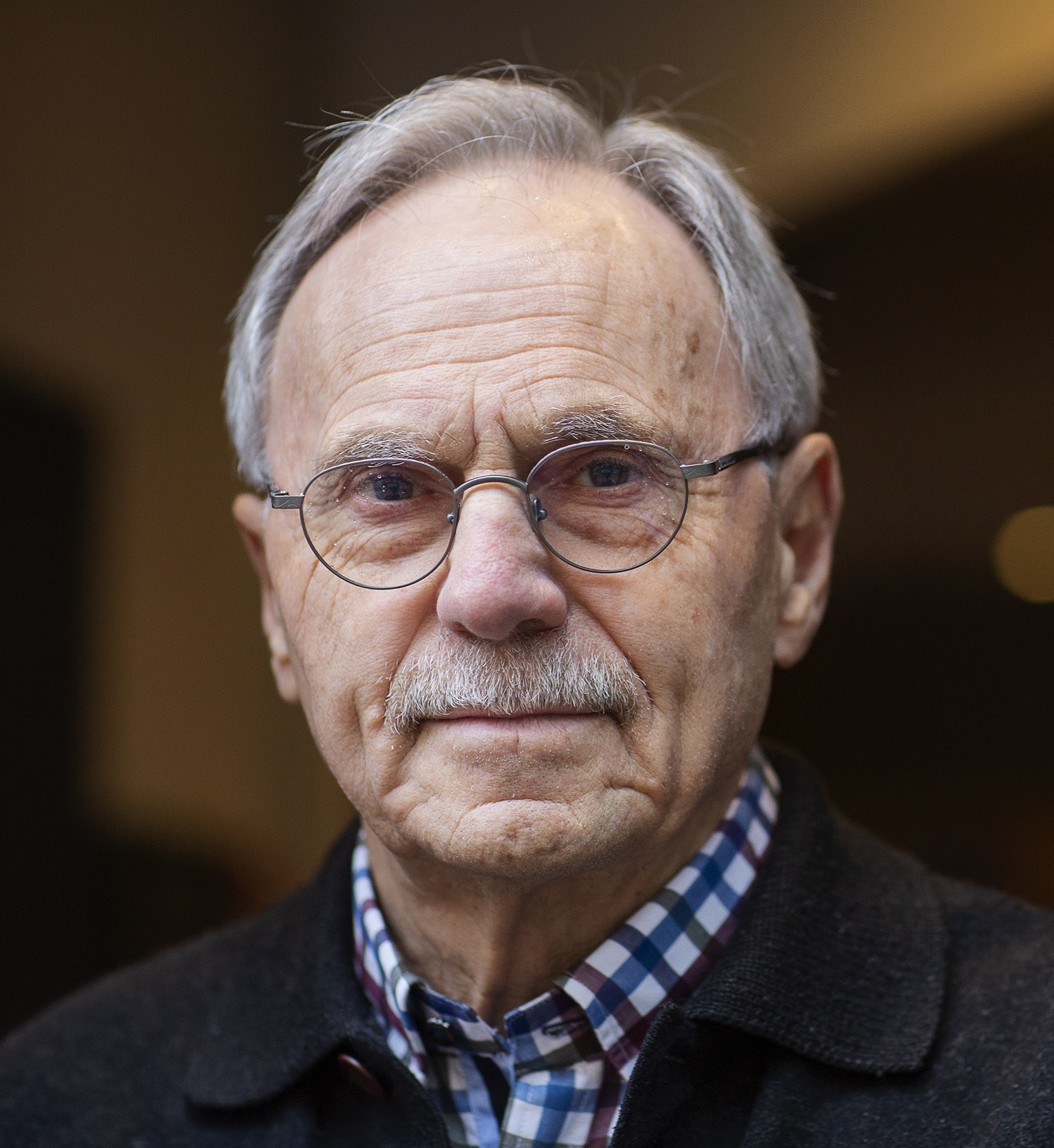
Tomas Bertelman (2022).

Lars Peter Tomas Bertelman, född 1945, var  Sveriges ambassadör i Moskva mellan 2008 och 2012. Han har även tidigare varit ambassadör i Madrid 1995-2000, Riga 2000-2003 och i Warszawa 2005-2008 samt generalkonsul i Leningrad. Bertelman har tjänstgjort på Utrikesdepartementet sedan 1971, bland annat i Hanoi, London och Moskva. Bertelman var kanslichef i riksdagens utrikesutskott 1989-1992 samt 2003-2005 chef för Regeringskansliets sekretariat för samordning av säkerhetspolitiska underrättelsefrågor på Försvarsdepartementet. 

## Utmärkelser
- H. M. Konungens medalj i guld av 12:e storleken i Serafimerordens band (Kon:sGM12mserafb, 2022) för framstående insatser inom svensk utrikesförvaltning[1]